# Антоновський Андрій Валерійович
Андрі́й Антоно́вський (латиницею Andriy Antonovskiy або Andriy «baton» Antonovskiy, каталонська транслітерація: Andríi Antonovskyi) — український поет, перекладач з каталанської мови, художник, перформер.

## Біографія
Народився у Хмельницькому 25 травня 1973 року.
З 2001 року живе та працює в Барселоні. Андрій Антоновський є учасником багатьох каталонських літературних заходів та імпрез. Публікує свої вірші та переклади у різних періодичних виданнях таких як «Барселона Ревю» (Barcelona Rewiev), «Через Капелюх» (Pèl capell), «Іґуасу» (Iguazu), а також у поетичних збірках «Вагітні слова» (Paraules prenyades) та «Боуезія» (Bouesia), «Те, що всередині» (Allò de dintre) та інших, постійний учасник багатьох поетичних та полідисциплінарних фестивалів серед яких варто відзначити «Поепера» (Poepera), «Боуезія» (Bouesia) та «Барселона Поезія» (Barcelona Poesia), «Ґрек» (GREC), Gracia Territori Sonor — LEM. Дружина Андрія Антоновського — американсько-каталонська перекладачка Каталіна Жирона, спільно з якою переклав каталонською мовою твори класиків та сучасних українських авторів, зокрема Леся Подерв'янського, а також з каталонської на українську твори багатьох сучасних каталонських поетів. Разом з Каталіною Джіроною є популяризатором проєкту встановлення культурного мосту між Україною та Каталонією.
2010 р. разом з українським поетом Юрієм Завадським випустив поетичну збірку «Ротврот». До книги, що вийшла всього в 6 примірниках, передмову створив каталонський письменник Карлес Ак Мор. Транслітерацію та переклад на каталонську здійснила Каталіна Джирона. Книгу здизайнував Василь Гудима та спільно зі своїм братом Михайлом Гудимою створив у залізі; книгу видали в співпраці з тернопільським видавництвом «Крок». Кожна книга важить по 20 кілограмів. Обкладинка зроблена з грубого листового металу. Сам текст друкований на грубому акварельному папері. Листки не перегортаються — вони нанизані на металічні стрижні. Щоб прочитати наступний, потрібно зняти зі стрижнів попередній. Кожен лист містить короткий вірш, написаний в стилі фонетичної поезії, з однієї сторони — українською, з іншої — каталонською мовою. У травні того ж року книгу презентували на міжнародному ковальському фестивалі у Івано-Франківську та літературному форумі в Барселоні.
Спільно з музикантом експериментатором Дмітрієм Богдановим вів власну програму «Bad taste» на барселонській незалежній радіостанції «Radio Contrabanda», звідки народився електронний проєкт «Badtasters».
Модерує Спілку ЕКстремальної Словесності на сервісі LiveJournal
Починаючи з 2015 створює музичний електронний проект batacat. У якості музиканта в травні 2020 року видає на тернопільському лейблі Pincet перший ЕР «Nylon&Bleach».

## Книги
- РОТВРОТ, видавництво КРОК, Тернопіль 2010
- Бюстгальтер, видавництво КРОК, Тернопіль 2012
- Фосфоресцентні канарки, переклад з каталонської творів Енріка Казасеса, видавництво КРОК, Тернопіль 2012
- Internat, переклад з української роману Сергія Жадана "Інтернат", видавництво Quaderns Crema, Барселона 2024